# 32065 Radulovacki
32065 Radulovacki è un asteroide della fascia principale. Scoperto nel 2000, presenta un'orbita caratterizzata da un semiasse maggiore pari a 2,3339161 UA e da un'eccentricità di 0,1354295, inclinata di 9,58326° rispetto all'eclittica.